# Aloe kaokoensis
Aloe kaokoensis ist eine Pflanzenart der Gattung der Aloen in der Unterfamilie der Affodillgewächse (Asphodeloideae). Das Artepitheton kaokoensis verweist auf das Vorkommen der Art im Kaokoveld in Namibia.

## Beschreibung

### Vegetative Merkmale
Aloe kaokoensis wächst stammbildend und einzeln. Die anfangs aufrechten Stämme werden später niederliegend und erreichen eine Länge von bis zu 100 Zentimeter. Unterhalb der Blattrosette sind sie mit den Überresten toter Blätter bedeckt. Die lanzettlichen Laubblätter sind anfangs aufrecht und werden dann ausgebreitet. Die blass glauke, leicht raue Blattspreite ist 38 bis 67 Zentimeter lang und 4 bis 14 Zentimeter breit. Die Blattoberseite ist zur Basis hin spärlich weiß gefleckt. Auf der Unterseite bilden die dichten Flecken Querbänder. Die schwarzen Zähne am gelben, knorpeligen Blattrand sind 3 bis 4 Millimeter lang und stehen 7 bis 15 Millimeter voneinander entfernt. An der Blattspitze befinden sich ein bis drei Zähne. Der gelbe Blattsaft trocknet dunkelbraun.

### Blütenstände und Blüten
Der aufrechte Blütenstand besteht aus etwa 15 Zweigen und erreicht eine Länge von 123 bis 142 Zentimeter. Die lockeren, zylindrisch-zugespitzten Trauben sind 33 bis 45 Zentimeter lang und 7 Zentimeter breit. Die linealisch-lanzettlichen Brakteen weisen eine Länge von 10 bis 12 Millimeter auf und sind 3 Millimeter breit. Die zylindrisch-dreieckigen, orangeroten bis gelblichen Blüten stehen an 11 bis 14 Millimeter langen Blütenstielen. Die Blüten sind 35 Millimeter lang. Auf Höhe des Fruchtknotens weisen die Blüten einen Durchmesser von 6 bis 6,5 Millimeter auf. Ihre äußeren Perigonblätter sind auf der Hälfte ihrer Länge nicht miteinander verwachsen. Die Staubblätter und der Griffel ragen kurz aus der Blüte heraus.

## Systematik und Verbreitung
Aloe kaokoensis ist im Norden von Namibia in den Otjihipabergen im Kaokoveld in Höhen von 1000 Metern verbreitet.
Die Erstbeschreibung durch Ernst Jacobus van Jaarsveld, Wessel Swanepoel und Abraham Erasmus van Wyk wurde 2006 veröffentlicht.

## Nachweise